# Apocephalus patulus
Apocephalus patulus är en tvåvingeart som beskrevs av Brown 1997. Apocephalus patulus ingår i släktet Apocephalus och familjen puckelflugor. Inga underarter finns listade i Catalogue of Life.